# Inning am Holz
Inning am Holz, Inning a.Holz – miejscowość i gmina w Niemczech, w kraju związkowym Bawaria, w rejencji Górna Bawaria, w regionie Monachium, w powiecie Erding, wchodzi w skład wspólnoty administracyjnej Steinkirchen. Leży około 12 km na północny wschód od Erdinga, przy drodze B388.

## Demografia
Dane o ludności z 31 grudnia 2008:
| Opis                                | Ogółem | Ogółem | Kobiety | Kobiety | Mężczyźni | Mężczyźni |
| ----------------------------------- | ------ | ------ | ------- | ------- | --------- | --------- |
| Jednostka                           | osób   | %      | osób    | %       | osób      | %         |
| Populacja                           | 1410   | 100    | 716     | 50,78   | 694       | 49,22     |
| Wiek przedprodukcyjny (0–17 lat)    | 323    | 22,91  | 163     | 11,56   | 160       | 11,35     |
| Wiek produkcyjny (18–65 lat)        | 867    | 61,49  | 424     | 30,07   | 443       | 31,42     |
| Wiek poprodukcyjny (powyżej 65 lat) | 220    | 15,6   | 129     | 9,15    | 91        | 6,45      |

## Polityka
Wójtem gminy jest Josef Naderer, rada gminy składa się z 12 osób.
|      | Bürger-Forum | Razem |
| 2008 | 12           | 12    |
| 2002 | 12           | 12    |